# Heinrich Wilhelm von Holtzbrinck
Heinrich Wilhelm von Holtzbrinck (né le 3 janvier 1809 à Altena et mort le 24 juin 1877 au château d'Oedenthal (de), province de Westphalie) est un avocat administratif prussien. Il est ministre du Commerce et député du Reichstag.

## Biographie
Son père est Heinrich Wilhelm Holtzbrinck (de), propriétaire d'un manoir à Oedenthal et administrateur de district dans l'arrondissement d'Altena (de). Sa mère est Anna Marie Henriette née Haardt. Holtzbrinck lui-même est marié à Johanna von Hymmen zu Hain (1820-1858) depuis 1849.

### Carrière
Holtzbrinck passe son Abitur au lycée de Düsseldorf, puis étudie le droit à Göttingen, Heidelberg, Bonn et Berlin. Au cours de ses études, il devient membre de l'ancienne fraternité de Bonn en 1828. En 1830, il entre dans le service judiciaire prussien de la cour d'Arnsberg comme auscultateur. Ensuite, il y est également stagiaire à la cour, avant de passer au district d'Arnsberg en tant que stagiaire gouvernemental en 1832. Il est libéré du service militaire pour cause d'inaptitude. À partir de 1836, il travaille comme évaluateur du gouvernement à Düsseldorf, plus tard à Magdebourg et à partir de 1839 à Arnsberg.
En 1840, Holtzbrinck est nommé conseiller du gouvernement d'Arnsberg. Un an plus tard, il a est élu administrateur de district pour l'arrondissement d'Altena (de). Il occupe ce poste jusqu'en 1853, date à laquelle il est nommé conseiller principal et directeur du département du gouvernement à Arnsberg. En 1857, Holtzbrinck devient vice-président du district de Münster.
En 1862, il est ministre prussien du Commerce, de l'Industrie et des Travaux publics pendant quelques mois (de mai à début octobre). Lorsque le conflit constitutionnel prussien se développe, Holtzbrinck et d'autres ministres démissionnent en signe de protestation. Sa révocation est accompagnée de sa nomination en tant que Wirkl. Geh. Rat avec le titre d'Excellence.
Entre 1863 et 1874, Holtzbrinck est président du district d'Arnsberg.

### Politique
Holtzbrinck siège au parlement provincial de Westphalie (de) depuis 1853. De 1865 à 1875, il est président du comité en tant que maréchal d'État (de). Après cela, il se retire de cette assemblée. De plus, il est membre du premier et du deuxième parlement uni (de). De 1850 à 1852, il est membre de la deuxième chambre du parlement de l'État prussien. En 1853 et 1854, Holtzbrinck est membre de la première chambre. Après tout, en 1867, il est député du Reichstag pour le Parti conservateur.